# Seira
Seira je řeka 2. řádu na jihu Litvy v okresech Lazdijai a Druskininkai (Alytuský kraj), levý přítok řeky Baltoji Ančia.
Vytéká z jezera Seirijis (okres Lazdijai) u vsi Bukaučiai. Teče zpočátku klikatě k jihu, míjí od západu jezírko Tabalis, u obce Vaniūnai se stáčí k východu a vzápětí ostře k jihovýchodu, protéká jezerem Kraštas, za kterým se stáčí k jihu. U vsi Jovaišai se stáčí opět k jihovýchodu, později k jihozápadu. Od západu míjí město Liepalingis (zde teče směrem jižním), dále obtéká obloukem, vypouklým k východu ves Dulgininkai a u stejnojmenné vsi Dulgininkai je řečiště zaplaveno vodami přehradní nádrže Baltosios Ančios tvenkinys (plocha 250 ha, hloubka 12 m), která vznikla přehražením řeky Baltoji Ančia u vsi Baltoji Ančia pro vodní elektrárnu.
Řeky Sagavas a Lankuva-Šarkiškė jsou někdy považovány za horní tok řeky Seira, v takovém případě by její celková délka dosahovala 48 km. Značná část jejího toku (asi polovina) tvoří hranici mezi okresy Lazdijai a Druskininkai. Dolní tok protéká lesním masivem Kapčiamiesčio giria.

## Přítoky
- Levé:

| Hydrologické pořadí | Řeka                 | Délka (km) | Povodí (km²) | Vzdálenost od ústí (km) | Ústí kde    | Koordináty ústí                 |
| ------------------- | -------------------- | ---------- | ------------ | ----------------------- | ----------- | ------------------------------- |
| 10010301            | S - 1                | 3,4        | 5,6          | 28,1                    | Vaniūnai    | 54°10′16″ s. š., 23°51′4″ v. d. |
| 10010302            | Giedravardžio upelis | 1,3        | 11,3         | 24,8                    | Pasierė     | 54°8′55″ s. š., 23°52′10″ v. d. |
| 10010304            | Švento Jono upelis   | 3,8        | 4,0          | 21,9                    | Jovaišiai   | 54°7′38″ s. š., 23°51′17″ v. d. |
| 10010308            | Simaniškė            | 3,8        | 7,4          | 17,7                    | Liepalingis | 54°5′45″ s. š., 23°50′57″ v. d. |

- Pravé:

| Hydrologické pořadí | Řeka    | Délka (km) | Povodí (km²) | Vzdálenost od ústí (km) | Ústí kde        | Koordináty ústí                 |
| ------------------- | ------- | ---------- | ------------ | ----------------------- | --------------- | ------------------------------- |
| 10010299            | S - 6   | 2,9        | 8,1          | 23,2                    |                 | 54°10′4″ s. š., 23°50′ v. d.    |
| 10010303            | S - 4   | 5,3        | 5,5          | 24,3                    |                 | 54°8′48″ s. š., 23°51′49″ v. d. |
| 10010305            | Vilkė   | 4,4        | 25,5         | 18,2                    | Druskininkėliai | 54°5′56″ s. š., 23°50′44″ v. d. |
| 10010309            | S - 2   | 4,5        | 3,9          | 14,9                    |                 | 54°4′32″ s. š., 23°50′43″ v. d. |
| 10010311            | Dulgelė | 2,6        | 8,1          | 5,0                     | Dulgininkai     | 54°0′44″ s. š., 23°50′48″ v. d. |
| 10010314            | Stirta  | 4,2        | 56,0         | 0,0                     | Baltoji Ančia   | 53°58′52″ s. š., 23°48′ v. d.   |